# وادقان
وادقان هي قرية في مقاطعة كاشان، إيران. يقدر عدد سكانها بـ 544 نسمة بحسب إحصاء 2016.